# Szew potyliczno-sutkowy

Czaszka człowieka. Szew potyliczno-sutkowy zaznaczony na czerwono

Szew potyliczno-sutkowy (łac. sutura occipitomastoidea) – szew czaszki łączący kość potyliczną z częścią sutkową kości skroniowej. Jest szwem harmonicznym.
U człowieka łączy zazębione brzegi dwóch kości: brzeg tylny części sutkowej kości skroniowej i część górną brzegu dolnego (brzeg sutkowy – margo mastoideus) kości potylicznej. Ku górze przedłuża się w szew węgłowy łączący kość potyliczną z kośćmi ciemieniowymi.
Zarasta (kostnieje) u bydła domowego w 4–5 roku życia, u konia domowego w 10–15 roku życia.